# Лепешков Олексій Васильович
Олексі́й Васи́льович Лепешко́в (31 липня 1951) — український зоолог, генеральний директор Київського зоопарку (1992—1998).

## Життєпис
У 1974 році Олексій Лепешков закінчив біологічний факультет Донецького державного університету за спеціальністю «Зоологія та екологія». У 1980-х роках разом з Миколою Клестовим займався вивченням орнітології водосховищ нижнього Дніпра. У 1992 році був призначений директором Київського зоопарку, змінивши на цій посаді Володимира Сапьолкіна, що керував підприємством більше 20 років. У 1994 році столичний зоопарк було включено до Європейської асоціації зоопарків та акваріумів (EAZA). Згодом, через викриття Генпрокуратурою недостачі, Лепешкова було звільнено, однак він оскаржив рішення через суд та поновився на посаді.
У 1998 році після отруєння трьох зубрів та яка, Олексій Васильович був остаточно відсторонений від виконання своїх обов'язків. На думку екс-директора зоопарка отруєння було помстою та розплатою за його діяльність. Висловлювалося також припущення, що справжньою причиною звільнення стала відмова Лепешкова пустити на територію зоопарку фірму «Країна мрій», що займалася облаштуванням атракціонів, закладів харчування тощо.